# Louis Léon Vaillant
Louis Léon Vaillant (Parigi, 11 novembre 1834 – Parigi, 24 novembre 1914) è stato uno zoologo e naturalista francese.

## Biografia e opere
Studiò medicina e zoologia a Parigi. Divenne dottore in medicina nel 1861, ma continuò i suoi studi e le sue ricerche zoologiche sotto la direzione di Henri Milne-Edwards (1800-1885). Conseguì poi la laurea in Scienze naturali nel 1865.
Agli inizi lavorò sugli invertebrati, poi, a partire dal 1872, mutò interesse. La morte di Auguste Duméril (1812-1870) lasciò vacante la cattedra di erpetologia e ittiologia. Vaillant si augurò di potergli succedere. Anche Émile Blanchard (1819-1900) aspirava a rimpiazzare Duméril, ma alla fine fu scelto Vaillant.
Le collezioni erpetologiche e ittiologiche del Museo erano allora le più importanti del mondo. Ma i vari esemplari erano immagazzinati nelle cantine del Museo e anche sparpagliati in diversi altri luoghi attorno alla città. Vaillant, allora, sovrintese alla costruzione di un nuovo edificio del Museo, dove fece trasferire tutto il materiale.
Presiedette la Società zoologica francese nel 1895.

## Le opere
Fra i 260 titoli della sua produzione bibliografica è d'obbligo citare almeno il volume sulle tartarughe e i coccodrilli, pubblicato nella serie "Storia fisica,naturale e politica del Madagascar"  nel 1910.